# Heteroclita harworth
Heteroclita harworth är en skalbaggsart som beskrevs av Hippolyte Louis Gory och Achille Rémy Percheron 1833. Heteroclita harworth ingår i släktet Heteroclita och familjen Cetoniidae. Inga underarter finns listade i Catalogue of Life.